# Aeródromo de Pátzcuaro
El Aeródromo de Pátzcuaro, Aeródromo de Tzurumútaro u oficialmente Aeródromo Purépecha (Código ICAO:MX84 - Código DGAC: PUR) es un pequeño aeródromo ubicado en el poblado de Tzurumútaro, 3 kilómetros al noreste de Pátzcuaro, Michoacán, México.

## Información
Se trata del primer Aeropuerto deportivo de Michoacán con una pista de aterrizaje de 370 metros para aviones ultraligeros y la pista principal de 1250 metros de largo y 60 metros de ancho, Esta última pista permaneció inactiva desde 1987 hasta el 2011, ya que antes de ese tiempo era utilizada por el expresidente Lázaro Cárdenas del Río para hacer sus visitas a Pátzcuaro. Actualmente se está planteando la modernización de la pista principal, para así ser una alternativa para el Aeropuerto de Morelia y el Aeropuerto de Uruapan, además de fomentar el turismo en la zona lacustre del Pátzcuaro. La frecuencia de radio usada para comunicaciones es 123.450.